# MTV 20 e Poucos Anos
MTV 20 e Poucos Anos foi um reality show produzido pela MTV Brasil, com três temporadas exibidas entre 5 de julho e 20 de dezembro de 2000, que mostrava a vida efervescente dos jovens no início da vida adulta. Foi o primeiro reality show exibido no Brasil, cujo título foi inspirado pela canção "20 e Poucos Anos", de Fábio Jr.. Foi criado por Haná Vaisman e Jairo Bouer e teve a direção de Lygia Barbosa da Silva e Raquel Affonso.

## O programa
Jovens entre 20 e 25 anos de diferentes classes sociais – da rica estudante de artes plásticas ao feirante humilde – dividem o mesmo apartamento, onde acontecem discussões, pegações, fofocas e amizades improváveis, além do inevitável choque de culturas. Além disso, o programa também acompanha como é a rotina deles no dia a dia em seus diferentes estilos de vida.

## Primeira temporada
Estrou em 5 de julho de 2000 e terminou em 23 de agosto de 2000. Os participantes eram:
- Cláudia Ferraz, 24 anos, vendedora;
- Fernando Margarida Pontes, 20 anos, lutador de jiu-jítsu;
- Janaina dos Santos, 19 anos, dançarina;
- Lúcio Potamatti, 21 anos, feirante;
- Roberta Corsso, 19 anos. evangélica;
- Rodrigo Rocha, 24 anos, trabalhava numa clínica de bronzeamento artificial;
- Rogério Munhoz., professor de filosofia;
- Tatiana Saccomanno, 25 anos, produtora de eventos;

## Segunda temporada
Estreou em 30 de agosto e terminou em 18 de outubro. Os participantes da segunda temporada eram:
- Alex, 21 anos, paraquedista profissional;
- Carol, 24, estudante de medicina;
- Éverton, 24 anos, artesão;
- Guga, 25 anos, surfista;
- Herbano, 23 anos, rapper;
- Manuela, 19 anos, cantora lírica;
- Melissa, jogadora de futebol;
- Melissinha, 21 anos estudante de artes plásticas.

## Terceira temporada
A terceira temporada do programa estreou em 25 de outubro de 2000 e terminou no dia 20 de dezembro de 2000. Entre os participantes, estavam: um tenente do Corpo de Bombeiros, o DJ Will DB, uma jovem que sustenta sozinha a família, um skatista profissional, o desenhista Gabriel Bá, entre outros.